# Sarah Felder
Sarah Felder (ur. 20 marca 1956 w Valdaora) – włoska saneczkarka.
Wzięła udział w zimowych igrzyskach w 1972 i 1976. Zarówno w Sapporo, jak i w Innsbrucku wystąpiła w zawodach jedynek. W japońskich zawodach zajęła 8. miejsce z czasem 3:02,90, natomiast w zawodach austriackich uplasowała się na 11. pozycji z czasem 2:53,623. Jest najmłodszym saneczkarzem w historii igrzysk.